# Circle of Life: An Environmental Fable
Circle of Life: An Environmental Fable é um filme de 70 mm exibido no Harvest Theater no pavilhão The Land em Epcot na Walt Disney World, em Orlando, Flórida. Estreou em 7 de setembro de 1996 em substituição a Symbiosis.
No filme, Timão e Pumba de O Rei Leão estão derrubando árvores e obstruindo de rios para a construção da Hakuna Matata Lakeside Village. Simba vai até eles e explica como suas ações são prejudiciais à natureza.

## Elenco
- Cam Clarke como Simba
- Nathan Lane como Timão
- Ernie Sabella como Pumba